# Ian Ritchie
Ian Ritchie je hudební skladatel, producent, aranžér a saxofonista. Produkoval mnoho nahrávek včetně alb Radio K.A.O.S. (Roger Waters), Strange Angels (Laurie Anderson), Sinful (Pete Wylie), Wolf (Hugh Cornwell), Swimmer (The Big Dish), The Boomtown Rats (Bob Geldof) či URUBU.
Skládá také hudbu pro cestopisný pořad Globe Trekker (původně Lonely Planet).
Je členem rockové kapely Deaf School a v 80. letech vydal se skupinou Miro Miroe několik singlů. Jako saxofonista se podílel na albu zpěvačky Dee C. Leeové, skupiny Wham!, zpěváka a kytaristy Robbieho Nevila či The Beach Boys. V roce 2006 vydal jazzové album Ian Ritchie's SOHO Project, které bylo v roce 2013 následováno deskou South of Houston.
V letech 2006–2008 hrál na turné Rogera Waterse The Dark Side of the Moon Live na saxofon. Po boku Rogera Waterse se tak objevil i při celosvětových benefičních koncertech Live Earth v roce 2007 a 12-12-12: The Concert for Sandy Relief v roce 2012 konaném v New Yorku. Během roku 2010 se zúčastnil turné s australskou progresivní rockovou kapelou Unitopia. V roce 2014 svou jazzovou tvorbu představil během svého premiérového turné po České republice a Slovensku po boku slovenského pianisty Tomáše Jochmanna, kontrabasisty Miloše Klápštěho a bubeníka Olivera Lipenského.